# Louis Dubeux
Louis Dubeux, né à Lisbonne (Portugal) le 2 novembre 1798 et mort à Paris le 4 octobre 1863, est un orientaliste français.

## Biographie
Né d'un père armateur et chancelier d'ambassade, établi à Lisbonne, il fait ses études au collège hiéronymite Belém. En 1808, lorsque la capitulation de Cintra met fin à l'invasion française du Portugal, les Dubeux sont contraints de suivre l'armée de Junot dans sa retraite. À Paris, le jeune Dubeux entre comme commis dans la librairie que tiennent ses oncles maternels. Sa passion pour les langues le fait entrer ensuite au département des imprimés de la Bibliothèque royale, où il se livre à d'intenses études philologiques et se lie avec Charles Magnin. Devenu conservateur-adjoint de cette bibliothèque en 1838, il suit en même temps les cours des orientalistes Sylvestre de Sacy et Antoine-Léonard Chézy et parvient à acquérir non moins de vingt-deux langues et dialectes, tant de l'Orient que de l'Europe. Devenu professeur de turc à l'École des langues orientales vivantes, il contribue des articles et au Journal asiatique et au Journal des savants. En 1857, il est pressenti pour succéder à Étienne Quatremère à la chaire d'hébreu au Collège de France, mais ce poste lui échappe au profit d'Ernest Renan et il finit par être nommé chargé de cours de langues hébraïque, chaldaïque et syriaque.
En dépit de son érudition, Louis Dubeux, plus passionné d'enseignement que d'écriture, a peu publié. On lui doit surtout la première traduction en français de la Chronique de Tabari, dont seule la première partie parut en 1836.

## Ouvrages
- Chronique d'Abou-Djafar Mohammed Tabari, fils de Djarir, fils d'Yezid, traduite sur la version persane d'Abou-Ali Mohammed Belami, fils de Mohammed, fils d'Abd-Allah, d'après les manuscrits de la Bibliothèque du Roi, 1836
- La Perse, 1841 Texte en ligne
- Les Lusiades, ou les Portugais, poème en dix chants par Camoens, traduction de J.-B.-J. Millié, revue, corrigée et annotée par Louis Dubeux, 1844 Texte en ligne
- Tartarie, Béloutchistan, Bhoutan et Népal, avec V. Valmont, 1848 Texte en ligne
- Éléments de la grammaire turque, à l'usage des élèves de l'École impériale et spéciale des langues orientales vivantes, 1856 Texte en ligne
- Nouveau dictionnaire d'histoire et de géographie anciennes et modernes, avec Augustin Crampon et Édouard d'Ault-Dumesnil, 1866 Texte en ligne

## Source biographique
- Charles-Félix Audley, « Louis Dubeux », notice nécrologique dans Le Correspondant, Paris, t. 60, 1863, p. 434-438